# Onsernone
Onsernone est une commune suisse du canton du Tessin, située dans le district de Locarno. On y trouve la réserve forestière d’Onsernone.

## Histoire
La commune d'Onsernone est née en 1995 de la fusion des anciennes communes de Comologno, Crana et Russo, résultat d'un processus débuté dans les années 1970.
Le 1er janvier 2017, la commune absorbe ses voisines de Gresso, Mosogno, Vergeletto et Isorno.